# Radkovice (Měčín)
Radkovice jsou vesnice, část města Měčín v okrese Klatovy v Plzeňském kraji. Nachází se asi 2,5 kilometru východně od Měčína. Je zde evidováno 62 adres. V roce 2011 zde trvale žilo 123 obyvatel.
Radkovice leží v katastrálním území Radkovice u Měčína o rozloze 8,21 km². V katastrálním území Radkovice u Měčína leží i Osobovy.

## Historie
První písemná zmínka o vesnici pochází z roku 1379.

## Obyvatelstvo
| Rok            | 1869 | 1880 | 1890 | 1900 | 1910 | 1921 | 1930 | 1950 | 1961 | 1970 | 1980 | 1991 | 2001 | 2011 | 2021 |
| -------------- | ---- | ---- | ---- | ---- | ---- | ---- | ---- | ---- | ---- | ---- | ---- | ---- | ---- | ---- | ---- |
| Počet obyvatel | 296  | 308  | 272  | 310  | 306  | 302  | 308  | 212  | 181  | 175  | 128  | 99   | 103  | 123  | 104  |
| Počet domů     | 31   | 32   | 38   | 42   | 45   | 48   | 57   | 60   | 60   | 54   | 46   | 48   | 49   | 51   | 52   |

## Obecní správa
Při sčítání lidu v letech 1850–1959 Radkovice byly samostatnou obcí v okrese Přeštice. Od roku 1960 jsou částí města Měčín v okrese Klatovy. V letech 1850–1959 k obci patřily Osobovy.

## Pamětihodnosti
- Mohylník
- Boží muka
- Sroubek s kolnou a seníkem u čp. 9